# Второе сражение при Туюти
Второе сражение при Туюти (исп. Segunda Batalla de Tuyutí) — сражение, развернувшееся во время Парагвайской войны 3 ноября 1867 года практически на том же месте, где произошла Первая битва при Туюти.

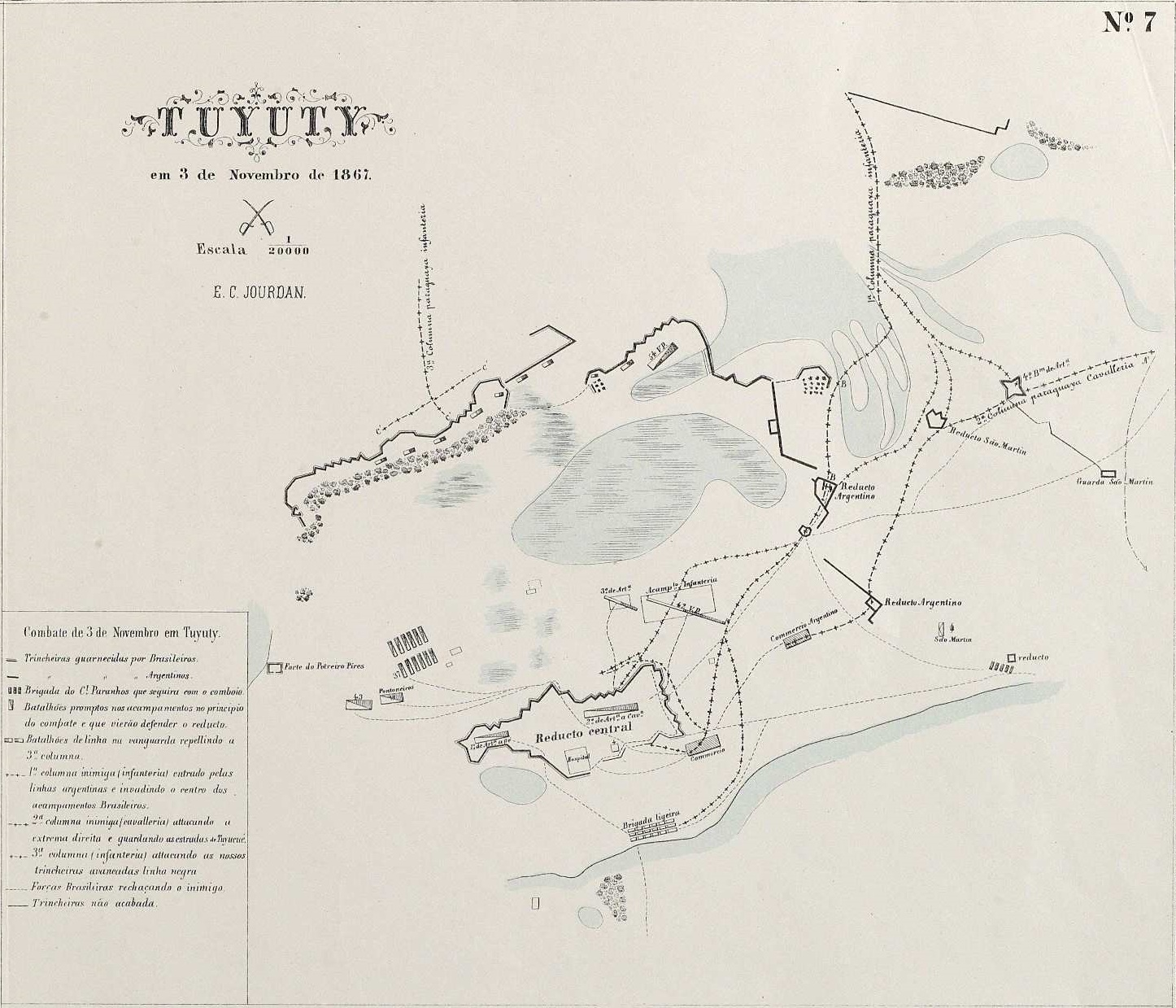
Карта лагеря союзников

Франсиско Солано Лопес понимал, что крепость Умайта больше не может сопротивляться, особенно из-за нехватки припасов, которая ощущалась в его лагере. Небольшие вылазки Бернардино Кабальеро могли нанести некоторый ущерб союзникам, но в конечном счете были не в состоянии остановить продвижение врага в одиночку. Именно тогда Лопес разработал гораздо более смелый план.
Он приказал 9000 человек под командованием генерала Висенте Барриоса совершить решительный рейд на позиции союзников в Туюти. План состоял в том, чтобы разграбить все, что можно найти, запастись вражеским оружием и припасами, уничтожить лагеря и нанести как можно больший ущерб, а затем отступить. Подполковник Бернардино Кабальеро поддерживал вылазку своими знаменитыми кавалерийскими атаками с фланга на позиции союзников.
Сюрприз был полным. Союзники, особенно аргентинцы, которых возглавлял сам Бартоломе Митре, были настолько удивлены, что сопротивление, которое они оказали, было совершенно неэффективным, и в конечном итоге они в ужасе бежали, когда увидели приближение такого количества парагвайских «дикарей». 
Парагвайцы практически без сопротивления преодолели первую оборонительную траншею, хладнокровно убивая всех. Некоторые союзные подразделения попытались контратаковать, но были оттеснены за пределы штаба генерала барона де Порту-Алегри, находившегося поблизости. Четыре батальона бразильских волонтеров, только что прибывшие в Туюти, увидев резню, учиненную парагвайцами, бежали в Итапиру, пытаясь переправиться в город Корриентес.
Затем солдаты Лопеса начали мародерство, разрушая все казармы и объекты, которые они нашли вокруг, захватывая еду и спиртные напитки. Многие из них, страдая от голода, забыли о приказе вернуться с припасами и предались чревоугодию. Воспользовавшись этим, генерал Порту-Алегри начал контратаку бразильской кавалерией, находившейся в Эстеро Бельяко. Одни парагвайцы бежали с захваченной добычей, другие остались позади и были уничтожены. На помощь бегущим гуарани пришла кавалерия Бернардино Кабальеро. Его 1000 всадников отогнали «парагвайскими мачете» преследующих бразильцев. 
Разгром союзного лагеря был полным. Парагвайцы сожгли бразильские казармы, разрушили аргентинский госпиталь, ограбили различные склады оружия и припасов. Среди добычи, доставшейся парагвайцам, были винтовки, драгоценности, боевые знамена, продовольствие, около четырнадцати артиллерийских орудий (среди которых были 32-фунтовые пушки «Уитворта» и 12-фунтовые пушки «Круппа») и даже корреспонденция Бартоломе Митре.